# Јужни крештавац
Јужни вриштавац (Chauna torquata), познатији као јужни крештавац, припада реду пловуша. Његово станиште је југоисточни Перу, северна Боливија, Парагвај, јужни Бразил, Уругвај и северна Аргентина. Његова исхрана се састоји од биљака, семена, лишћа, а понекад и мањих животиња.

## Опис
Јужни вриштавац је у просеку висок између 81 — 95 цм и тежине од 3 до 5 кг. Они су најтежи, али не нужно и највећи, од све три врсте вриштавца. Имају распон крила око 170 цм. Према стандардним мерама, дужина једног крила износи око 54 цм, репа 23,2 цм, кљуна 4,5 цм и дужина ножне кости 11 цм. Живи у тропским и суптропским мочварама.

## Понашање
Јужни вриштавац је добар пливач, има делимично пловна стопала, али воли да се креће по чврстом терену. Имају по једну велику „канџу” на оба крила, које користе у борбама за женке и у територијалним споровима. Иако нису селице, веома су добри летачи. Живе у великим јатима, хране се на пашњацима и њивама и сматрају се штеточинама.

### Размножавање
Јужни вриштавац успоставља моногамну везу са јединком супротног пола која траје цео животни век, око 15 година. Удварање укључује гласан крик који испуштају оба пола, који може да се чује до 2 километра даљине. Пар прави велико гнездо од трске, сламе и других водених биљака на неком скривеном месту у близини воде. Женка полаже од 2 до 7 белих јаја. Пар заједно учествује у инкубацији, која траје од 43 до 46 дана. Младунци напуштају гнездо чим се излегну, али се родитељи брину о њима наредних 8 – 14 недеља..

## Галерија
- Женка са 2 јаја.
- Птићи
- Фаза две нијансе, светле и тамне.[7]
- Глава
- Зоо врт, Холандија
- У лету, Пантанал, Бразил